# Marvin Heemeyer
Marvin John Heemeyer (Castlewood, 28 de octubre de 1951 - Granby, 4 de junio de 2004) fue un soldador estadounidense y propietario de un taller de reparación de silenciadores de automóviles, conocido históricamente por sus acciones tomadas el 4 de junio de 2004, cuando destruyó numerosos edificios con una topadora modificada, conocida como el "Killdozer", en Granby, Colorado, antes de quitarse la vida.

## Biografía
En 1992, Heemeyer compró un terreno de dos hectáreas ubicado en Granby. Durante los años 90, recibió varias multas por violar las ordenanzas sanitarias de la ciudad al verter aguas residuales debido a la falta de planificación de los dueños anteriores del terreno, además de entrar a disputas de zonificación con un vecino, Cody Docheff, quien había instalado una fábrica al lado de su terreno. En el momento que Cody Docheff inició la construcción de su planta de concreto, al lado del taller de Heemeyer, nadie se percató de lo que realmente se trataba la construcción, por lo que esta última después de 30 días, pasó de ser ilegal a legal (una ley de ese entonces determinaba que si nadie protestaba por una construcción por 30 días, esta última era legal). Cuando Marvin junto a otros vecinos de la zona se enteraron, ya era muy tarde, pues la construcción de la planta de concreto estaba bastante avanzada y se volvió legal. Aun así, organizaron una audiencia en la cual presentaron sus quejas por la ubicación de la planta, una de las quejas más fuertes fue la de Marvin, el cual afirmaba que al estar la fabrica tan cerca de su taller, terminaría por estorbar su espacio de trabajo y causándole una gran perdida de clientes. A pesar de eso el jurado, que estaba influenciado por los Thompson (Los gobernantes de Granby) y fue sobornado por Cody Docheff, implementó un par de medidas que evitaban que los vecinos fueran perjudicados por la planta, a excepción de Marvin ya que ninguna de estas medidas lo benefició y nadie iba a saltar por él, para defenderlo en contra de la construcción.
En julio de 2002, se compró un buldócer Komatsu D355A e intentó venderlo durante varios meses. Al no recibir ofertas, lo tomó como una "señal de Dios" para usarlo él mismo como venganza. Por un periodo de un año y medio, le añadió capas de acero y hormigón como blindaje. Dentro de este, almacenó tres armas de fuego y suficiente comida y agua para durarle una semana.
El 4 de junio de 2004, se subió adentro de su máquina, la cual usaba un mecanismo que no se podría abrir de adentro, señalando que no tenía planeado salir vivo de ella. De allí, llevó al "Killdozer" por todo Granby, destruyendo la familia de Docheff, el ayuntamiento de Granby, la casa del antiguo alcalde y varios otros edificios. Tenía planeado destruir la iglesia católica local, pero esto nunca se efectuó, dado que su excavadora se quedó atrapada en el sótano de una ferretería que estaba destruyendo. Sin manera de escaparse y con la policía local acercándose, Heemeyer se suicidó con un arma de fuego.